# Beatbox

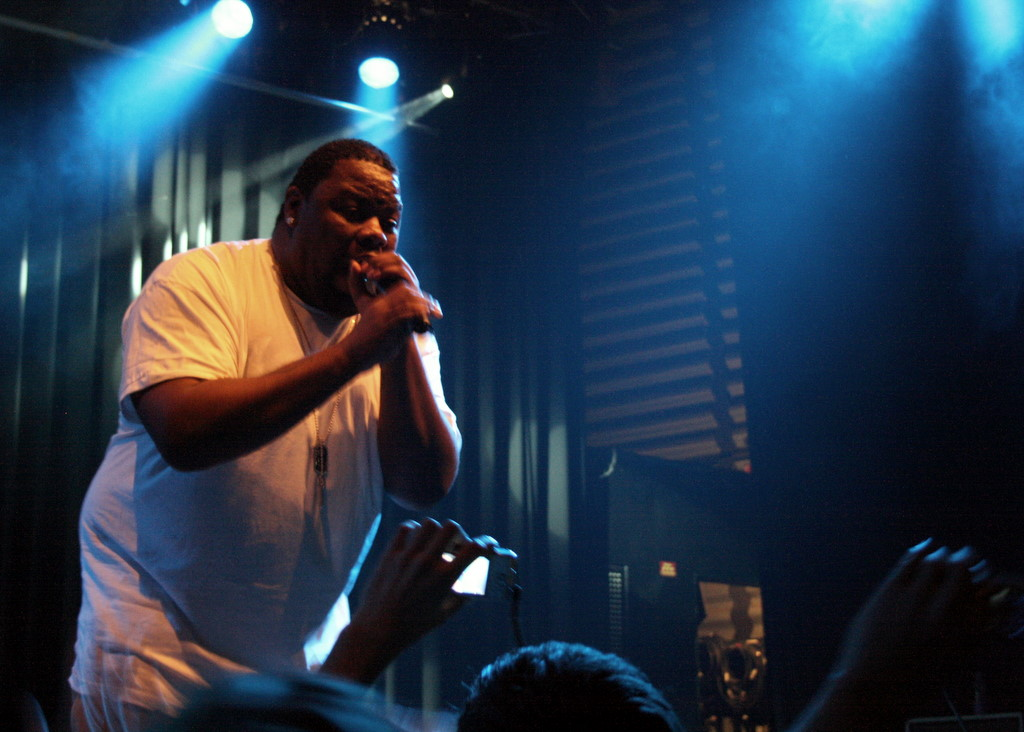
Biz Markie

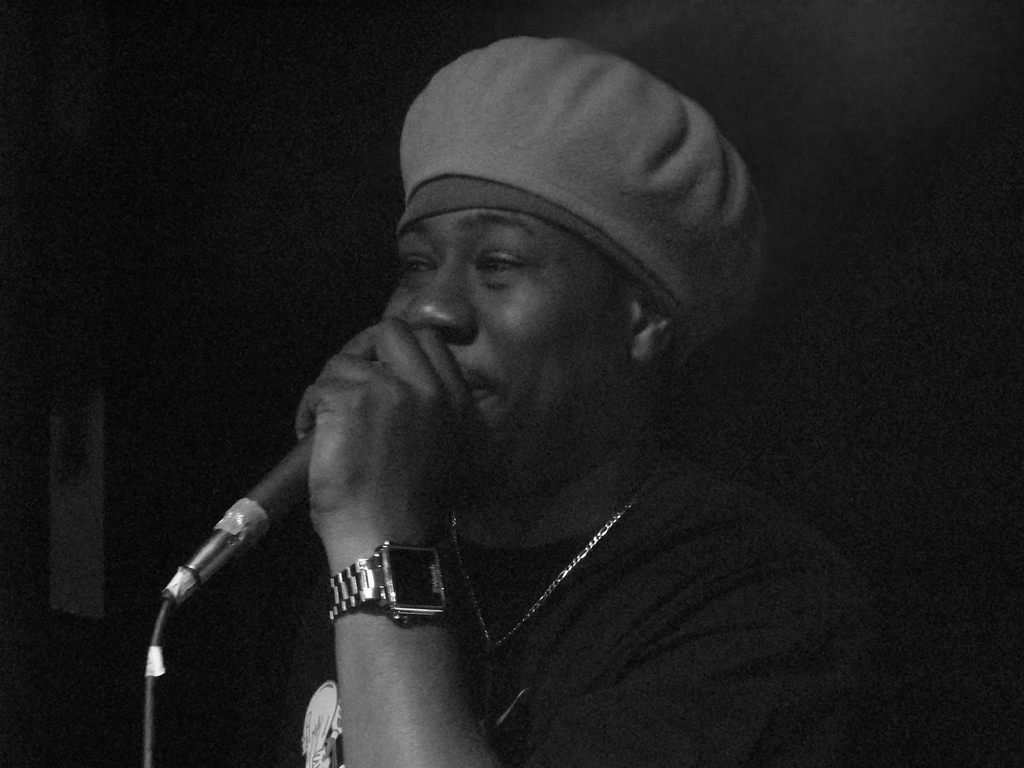
D.R.E.S.

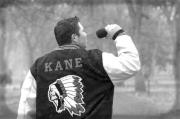
PKeliteBeats

Beatbox, ook wel bekend als The Human Beatbox, Vocal Percussion ('vocale percussie') en The Fifth Element of Hiphop ('Het Vijfde Element van de Hiphop'), is een eind jaren zeventig onder Afro-Amerikanen uit de doowop ontstane muziekstijl. Het kenmerk is het door impulsgeluiden nadoen van percussie. Daarbij houdt men de microfoon met beide handen tegen de lippen aan om ook met de ademhaling geluiden te kunnen voortbrengen. Ook vocal scratching (het imiteren van het scratch-geluid van een draaitafel) of het imiteren van elk denkbaar geluid kan gerekend worden tot de beatbox.
Human beatboxen werd al snel een deel van de rapscene en later van de muziekstijl hiphop.
De term beatboxing ('beatboxen') is afgeleid van het imiteren van de eerste generaties drummachines, in het Engels bekend als 'beatboxes'.

## Geschiedenis van de beatbox
De beatbox is ontstaan in New York, vooral in de achterstandswijken waar mensen woonden die geen geld hadden voor dure muziekapparatuur, maar die toch muziek wilden maken. Zij begonnen gebruik te maken van hun mond om de genoemde drummachines te imiteren. Niemand weet echter wie de echte uitvinder is geweest.
Na een dip in de late jaren tachtig, ondervindt het Vijfde Element nu een tweede opleving die de kunstvorm wereldwijd steeds bekender maakt. In 2002 was de documentaire "Breath Control: The History of the Human Beatbox" te zien. Het is een geschiedenis van de beatbox met interviews met Doug E. Fresh, Emanon, Biz Markie, Marie Daulne van Zap Mama en anderen. Een aantal beroemde artiesten heeft er recentelijk toe bijgedragen dat de beatbox bekender werd onder liefhebbers van popmuziek, zoals Justin Timberlake met zijn nummer 'Rock Your Body' en Boris van Idols.
Pioniers van de beatbox zijn Rahzel, Doug E. Fresh, Biz Markie en Buffy van de Fat Boys. De ambient elektronische muziek van de Britse groep The Art of Noise, opgericht in 1983 door producent Trevor Horn en muziekjournalist Paul Morley, heeft de human beatboxstijl in intellectuelere kringen populair gemaakt. De Amerikaanse artiest Rahzel (Rahzel M. Brown) is misschien wel de bekendste beatboxer.

## Bekende beatboxers
Enkele beatboxers met een lemma op Wikipedia:
- Matisyahu
- Nabil Aoulad Ayad
- Off the Record
- Rahzel
- RoxorLoops